# جام خیریه انگلستان ۱۹۶۷
 جام خیریه انگلستان ۱۹۶۷ ، ۴۵امین رقابت سالانه مابین قهرمانان لیگ دسته اول فوتبال انگلستان و جام حذفی فوتبال انگلستان است.
این مسابقه در تاریخ ۱۲ آگوست ۱۹۶۷ مابین تیم‌های تاتنهام و منچستر یونایتد در ورزشگاه الدترافورد منچستر برگزار شده‌است.
این مسابقه با نتیجه سه بر سه مساوی به پایان رسید.

## جزئیات مسابقه
| منچستر یونایتد | ۳ – ۳ | تاتنهام                   |
| -------------- | ----- | ------------------------- |
| چارلتون · لاو  |       | روبرتسون · جنینگز · سائول |